# Coppa Europa di tamburello maschile
La Coppa Europa è la massima competizione continentale del tamburello.

## Descrizione
Si disputa annualmente e vi partecipano le migliori squadre di Italia e Francia. Alla fase finale partecipano quattro squadre, due italiane e due francesi. Si disputano semifinali e finale, tutte in gara unica. La fase finale dura due giorni, si svolge solitamente in luglio.
La prima edizione di questo torneo si svolse nel 1996.
Nel torneo si gioca il tamburello denominato "Open", ovvero il tamburello all'aperto.

## Albo d'oro
| Anno | Campione                   | Finalista                  | Terzo Posto       | Sede                                   |
| ---- | -------------------------- | -------------------------- | ----------------- | -------------------------------------- |
| 2025 | A.S.D.T. Solferino         | U.S. Cavrianese            | Cazouls d'Hérault | Monale, Italia                         |
| 2016 | ASDT Monte                 | AT Medole                  | Vendemian         | Negrar, Italia.                        |
| 2015 | ASDT Monte                 |                            |                   |                                        |
| 2014 | ASDT Monte                 |                            |                   |                                        |
| 2013 | US Callianetto             | AT Medole                  | Cazouls d’Hérault | Vendémian, Francia.                    |
| 2012 | US Callianetto             |                            |                   |                                        |
| 2011 | US Callianetto             | ASD Mezzolombardo          | Cazouls d’Hérault | Cazouls-d'Hérault, (Béziers), Francia. |
| 2010 | US Callianetto             | ASD Cremolino              | TC Cournonsec     | Callianetto, (Asti), Italia.           |
| 2009 | US Callianetto             | A.S.D.T. Solferino         | TC Cournonsec     | Poussan, (Montpellier), Francia.       |
| 2008 | A.S.D.T. Solferino         | US Callianetto             | TC Cournonsec     |                                        |
| 2007 | US Callianetto             | GST Montechiaro            | AS Vendémian      | Pignan, (Montpellier), Francia.        |
| 2006 | US Callianetto             | US Cravianese              | AS Vendémian      |                                        |
| 2005 | US Callianetto             | AT Ennio Guerra Castellaro | N-D de Londres    |                                        |
| 2004 | US Callianetto             | AT Ennio Guerra Castellaro | AS Vendémian      |                                        |
| 2003 | US Callianetto             |                            |                   |                                        |
| 2002 | TC Borgosatollo            |                            |                   |                                        |
| 2001 | TC Borgosatollo            |                            |                   |                                        |
| 2000 | TC Borgosatollo            |                            |                   |                                        |
| 1999 | AT Ennio Guerra Castellaro |                            |                   |                                        |
| 1998 | AT Ennio Guerra Castellaro |                            |                   |                                        |
| 1997 | Polisportiva Castelferro   |                            |                   |                                        |
| 1996 | Polisportiva Castelferro   |                            |                   |                                        |

## Vittorie per squadra
| Vittorie | Club                       |
| -------- | -------------------------- |
| 10       | US Callianetto             |
| 3        | TC Borgosatollo            |
| 3        | ASDT Monte                 |
| 2        | Polisportiva Castelferro   |
| 1        | AT Ennio Guerra Castellaro |
| 2        | Solferino                  |

## Vittorie per nazione
| Vittorie | Nazione |
| -------- | ------- |
| 20       | Italia  |